# Spartak Kijów (piłka ręczna kobiet)
HK Spartak Kyiv (ukr. ХК Спартак Київ) – ukraiński klub piłki ręcznej kobiet z Kijowa. W czasach radzieckich klub ten należał do ochotniczego towarzystwa sportowego Spartak.

## Historia
Spartak Kijów w latach 70. i pod koniec lat 80. XX wieku należał do czołowych europejskich drużyn, dzięki rekordowej liczbie 13 zdobytych Pucharów Mistrzyń oraz dwudziestu mistrzostwom Związku Radzieckiego z rzędu. Finał w 1989 roku, przegrany z wschodzącą austriacką potęgą Hypo Niederösterreich, był ostatnim występem Spartaka w tych rozgrywkach.
Po rozpadzie Związku Radzieckiego zespół podupadł. Od tego czasu drużyna trzykrotnie zdobyła mistrzostwo Ukrainy, ostatnio w 2000 roku. Jednak w 2003 roku drużyna odniosła ostatni europejski sukces, docierając do finału Pucharu Zdobywczyń Pucharów EHF. W ostatnich sezonach pojawiał się w Challenge Cup.

## Tytuły
- Puchar Europy
  - 1970, 1971, 1972, 1973, 1975, 1977, 1979, 1981, 1983, 1985, 1986, 1987, 1988
- Mistrzostwa ZSRR
  - 1969, 1970, 1971, 1972, 1973, 1974, 1975, 1976, 1977, 1978, 1979, 1980, 1981, 1982, 1983, 1984, 1985, 1986, 1987, 1988
- Ukraińska Superliga
  - 1992, 1996, 2000